# Hillbilly Elegy
Hillbilly Elegy (br: Era uma vez um sonho) é um filme de drama estadunidense de 2020 dirigido por Ron Howard, a partir de um roteiro de Vanessa Taylor, baseado no livro de memórias de mesmo nome, de J. D. Vance. O filme é estrelado por Glenn Close, Amy Adams, Gabriel Basso, Haley Bennett, Freida Pinto, Bo Hopkins e Owen Asztalos.
Depois de comprar os direitos do livro de Vance em 2017, a Imagine Entertainment anunciou Howard como o diretor do filme. A Netflix adquiriu os direitos de distribuição em janeiro de 2019, e grande parte do elenco foi anunciado naquele mês de abril. As filmagens ocorreram de junho a agosto na Geórgia e em Ohio.
Hillbilly Elegy teve um lançamento limitado nos cinemas dos Estados Unidos em 11 de novembro de 2020, logo depois foi lançado na Netflix em 24 de novembro. O filme recebeu críticas negativas por parte da imprensa; que criticou o seu roteiro e narrativa, embora as atuações do elenco tenham recebido alguns elogios.

## Elenco
- Amy Adams como Beverly "Bev" Vance, mãe de JD e filha de Mamaw.
- Glenn Close como Bonnie "Mamaw" Vance, avó de JD e mãe de Bev.
- Gabriel Basso como JD Vance , filho de Bev e neto de Mamaw.
  - Owen Asztalos como JD jovem
- Haley Bennett como Lindsay Vance, irmã de JD, neta de Mamaw e filha de Bev.
- Freida Pinto como Usha
- Bo Hopkins como Papaw Vance

## Recepção
A recepção da crítica a Hillbilly Elegy foi "bastante negativa", mas o desempenho de seu elenco recebeu alguns elogios.  No Rotten Tomatoes, 25% das 171 resenhas avaliaram positivamente o filme, com uma classificação média de 4,6/10. O consenso dos críticos do site diz: "Com a forma de uma temporada de prêmios esperançosa, mas a alma de um melodrama insípido, Hillbilly Elegy atrai alguns atores muito bons no não tão profundo Sul". De acordo com o Metacritic, que calculou uma pontuação média ponderada de 39 de 100 com base em 40 críticos, o filme recebeu "críticas geralmente desfavoráveis".